# Талекан (Шафт)
Талекан (перс. طالقان) — село в Ірані, у дегестані Чубар, у бахші Ахмадсарґураб, шагрестані Шафт остану Ґілян. За даними перепису 2006 року, його населення становило 438 осіб, що проживали у складі 108 сімей.

## Клімат
Середня річна температура становить 14,24°C, середня максимальна – 28,30°C, а середня мінімальна – 0,03°C. Середня річна кількість опадів – 731 мм.
| Клімат поселення                              | Клімат поселення | Клімат поселення | Клімат поселення | Клімат поселення | Клімат поселення | Клімат поселення | Клімат поселення | Клімат поселення | Клімат поселення | Клімат поселення | Клімат поселення | Клімат поселення | Клімат поселення |
| Показник                                      | Січ.             | Лют.             | Бер.             | Квіт.            | Трав.            | Черв.            | Лип.             | Серп.            | Вер.             | Жовт.            | Лист.            | Груд.            |                  |
| Середній максимум, °C                         | 12,62            | 11,78            | 12,66            | 17,43            | 21,04            | 26,89            | 28,30            | 28,19            | 23,56            | 20,58            | 16,70            | 12,50            |                  |
| Середня температура, °C                       | 6,74             | 5,88             | 6,80             | 11,54            | 15,16            | 21,00            | 23,96            | 23,85            | 19,22            | 16,23            | 12,36            | 8,17             |                  |
| Середній мінімум, °C                          | 0,86             | 0,03             | 0,90             | 5,68             | 9,28             | 15,13            | 19,62            | 19,51            | 14,86            | 11,89            | 8,02             | 3,83             |                  |
| Норма опадів, мм                              | 71               | 60               | 73               | 60               | 39               | 22               | 17               | 30               | 64               | 96               | 89               | 110              |                  |
| Середньомісячна швидкість вітру, м/с          | 2.18             | 2.37             | 2.41             | 2.40             | 2.20             | 2.33             | 2.50             | 2.29             | 1.94             | 2.02             | 1.90             | 1.99             |                  |
| Середньомісячна сонячна радіація, кДж/м²·день | 7077             | 9297             | 11416            | 15896            | 19809            | 22359            | 23150            | 19729            | 16088            | 11287            | 8807             | 6847             |                  |
| --------------------------------------------- | ---------------- | ---------------- | ---------------- | ---------------- | ---------------- | ---------------- | ---------------- | ---------------- | ---------------- | ---------------- | ---------------- | ---------------- | ---------------- |
| Джерело:                                      |                  |                  |                  |                  |                  |                  |                  |                  |                  |                  |                  |                  |                  |